# Haverhill (Royaume-Uni)
Pour les articles homonymes, voir Haverhill.
Haverhill est une ville du Suffolk, en Angleterre. Elle est située dans le district de St Edmundsbury, au Sud-Ouest du comté, non loin des frontières avec l'Essex et le Cambridgeshire. Au moment du recensement de 2001, elle comptait 22 010 habitants.
Elle figure dans le Domesday Book sous le nom Hauerhella.

## Personnalités liées à la commune
- Nathaniel Ward (en) (1578-1652), pasteur et écrivain puritain émigré aux États-Unis en 1634, est né à Haverhill.
- Ella Freeman Sharpe (1875-1947), psychanalyste britannique et pionnière de la psychanalyse en Grande-Bretagne, est née à Haverhill.

## Jumelages
- Ehringshausen (Allemagne) depuis le 16 avril 1983[1]
- Pont-Saint-Esprit (France)